# Autódromo Don Eduardo
El Autódromo Don Eduardo es un circuito de carreras de Argentina. Tiene 2.304,44 metros de cuerda.
El autódromo fue inaugurado el 12 de marzo de 1978 por el Argentino Atlético Club en una competencia de la Mecánica Argentina Fórmula 2, competencia ganada por Jorge De Amorrortu con el Chiviuán-Dodge. El podio de dicha carrera lo completaron dos figuras emblemáticas del automovilismo argentino: segundo fue Guillermo Kissling, a bordo de un Andújar-Dodge y tercero fue Oscar Larrauri, con un Berta-Fiat. Este último piloto, oriundo de Granadero Baigorria, debutó ese día en el deporte motor.
Fue escenario de varias competencias de la Mecánica Argentina Fórmula 1, debido a su estratégica ubicación en el centro del país, cercano a las provincias que mayor cantidad de pilotos proveía a la categoría.